# J'ai volé la vie
"J'ai volé la vie" (tradução portuguesa: "Eu roubei a vida") foi a canção francesa no  Festival Eurovisão da Canção 1989, interpretada em  francês por Nathalie Pâque. Com apenas 11 anos, foi a mais jovem cantora francesa no Festival Eurovisão da Canção. Foi a 15.ª canção a ser interpretada na noite do festival, a seguir à canção finlandesa "La dolce vita" , interpretada por Anneli Saaristo  e antes da canção espanhola, "Nacida para amar", interpretada por Nina. No final, a canção francesa terminou em oitvo lugar, tendo recebido um total de 60 pontos. 
- Letrista: Sylvain Lebel
- Compositor: Guy Mattéoni, G. G. Candy
- Orquestrador: Guy Mattéoni

## Letra
A letra é algo elíptica, com Pâque admitindo que ela roubou a sua vida e que ela não podia dizer o seu nome.